# Jag var en manlig krigsbrud
Jag var en manlig krigsbrud (originaltitel: I Was a Male War Bride) är en amerikansk komedi, med starka screwball-inslag, från 1949 i regi av Howard Hawks. Huvudrollerna spelas av Cary Grant och Ann Sheridan.

## Handling
Den franske officeren Henri Rochard (Cary Grant) förälskar sig i den amerikanska löjtnanten Catherine Gates (Ann Sheridan). Tillsammans vill de åka till USA enligt de regler som ställts upp av armén för kvinnorna de amerikanska soldaterna gift sig med, under deras tid i Europa under andra världskriget. Men dessa regler har inga som helst öppningar för män som vill åka med tillbaka - vilket tvingar in paret i mycket konstiga situationer.

## Medverkande (i urval)
- Cary Grant - Capt. Henri Rochard
- Ann Sheridan - Lt. Catherine Gates
- Marion Marshall - Lt. Kitty Lawrence
- Randy Stuart - Lt. Eloise Billings (Mae)
- William Neff - Capt. Jack Rumsey
- Eugene Gericke - Tony Jowitt
- Ruben Wendorf - Innkeeper's Assistant
- Lester Sharpe - Walter
- John Whitney - Trumble

## Citat
Soldier: You're not Mrs. Rochard!

Capt. Henri Rochard: I'm *Mr.* Rochard.

Soldier: Well, it's your *wife* who must report here for transportation to Bremerhaven.

Capt. Henri Rochard: According to the War Department, I *am* my wife.

Soldier: You can't be your wife!

Capt. Henri Rochard: If the American army says I can be my wife, who am I to dispute them?